# بانک المشرق
بانک المشرق (انگلیسی: Mashreq) شرکت خدمات مالی و بانکداری اماراتی است، که در زمینه ارائه خدمات بانکداری سرمایه‌گذاری، بانکداری شرکتی، بانکداری خرد، مدیریت دارایی و کارت‌های اعتباری فعالیت می‌نماید.
بانک المشرق در سال ۱۹۶۷ توسط عبدالله الغریر راه‌اندازی شد و در حال حاضر مالک شبکه‌ای از ۶۵ شعبه در کشورهای مختلف می‌باشد. شعبه مرکزی این بانک در شهر دوبی، امارات متحده عربی قرار دارد و بخشی از سهام آن در بازار بورس دوبی معامله می‌شود.